# Stenolophus limbalis
Stenolophus limbalis är en skalbaggsart som beskrevs av Leconte 1857. Stenolophus limbalis ingår i släktet Stenolophus och familjen jordlöpare. Inga underarter finns listade i Catalogue of Life.